# میدو (نبراسکا)
میدو (به انگلیسی: Meadow) یک منطقهٔ مسکونی در ایالات متحده آمریکا است که در نبراسکا واقع شده‌است. میدو ۳۰۹٫۹۹ متر بالاتر از سطح دریا واقع شده‌است.